# Mars 1979

## Événements
- 1er mars : élections législatives en Espagne. L’UCD obtient 37 % des suffrages (elle doit gouverner avec l’Alianza Popular).

- 3 mars : 
  - gouvernement de Wilfried Martens en Belgique.
  - Formule 1 : Grand Prix automobile d'Afrique du Sud.

- 5 mars  , Sciences : la sonde américaine Voyager 1 approche Jupiter à son maximum ; le même jour Stephen P. Synnott découvre Thébé.

- 11 mars, (Rallye automobile) : arrivée du Rallye du Portugal.

- 11 - 16 mars : conférence de Kano qui met fin à la guerre civile au Tchad et met en place un gouvernement présidé par Goukouni Oueddei, chef du Frolinat (front de libération nationale) le 23 mars. La guerre civile reprend.

- 12 mars :
  - Union européenne : après de très longues et très âpres négociations, une communication du Conseil européen annonce : « Les conditions sont désormais réunies pour que soit mis en œuvre le mécanisme de change du Système monétaire européen ».
  - Luis Herrera Campins, démocrate-chrétien au pouvoir au Venezuela.

- 13 mars :
  - CEE : naissance du Système monétaire européen (SME), après 13 mois de dures négociations.
  - Coup d'État à Grenade : Maurice Bishop devient le Premier ministre du Gouvernement révolutionnaire populaire de la Grenade.
  - Grève à São Paulo (fin le 13 mai)[1].

- 15 mars (Brésil) : le général João Figueiredo prend le pouvoir, et le pays amorce un timide retour à la démocratie.

- 16 mars (Nicaragua) : les trois tendances du FSLN forment une direction nationale unique.

- 23 mars, France : à Paris, la marche des sidérurgistes tourne à l'émeute.

- 26 mars :
  - Économie : augmentation de 20 % des prix du pétrole, début du second choc pétrolier.
  - traité de paix entre l'Égypte et Israël (Washington) mettant fin à la guerre qui durait depuis 1948[2]. L'Égypte reconnaît l'État israélien, qui évacue le Sinaï.

- 26 - 27 mars : conférence de l’OPEP. Le prix du pétrole augmente de 20 %. Début du deuxième choc pétrolier.

- 28 mars :
  - États-Unis : à la centrale nucléaire de Three Mile Island, fuite radioactive, le plus grave accident nucléaire aux États-Unis.
  - Le gouvernement britannique de Callaghan tombe pour n’avoir pas réussi à faire voter par référendum la dévolution de l’autonomie à l’Écosse et au pays de Galles.

- 29 mars :
  - France : Louis Pauwels popularise le terme de « nouvelle droite ».
  - révolution sandiniste au Nicaragua (fin en 1990). L’offensive finale est lancée. La dictature de Somoza ne peut plus compter sur aucun soutien.

- 30 mars :
  - Le FMI impose au Sénégal un Plan d’ajustement structurel (PAS), impliquant la diminution des dépenses publiques en vue de rétablir l’équilibre du budget, la liquidation des entreprises non rentables et la privatisation des firmes potentiellement ou réellement rentables, la dévaluation de la monnaie nationale, la compression des effectifs des administrations publiques et du secteur public. Les PAS se répandent dans tous les pays africains, provoquant des licenciements et des réductions de salaire, la hausse des prix, la réduction massive de l’offre scolaire, la détérioration des systèmes de santé et des conditions d’existence[3].
  - Iran :  la république islamique est approuvée par référendum.

## Naissances
- 2 mars : Nancy Agag, chanteuse soudanaise.
- 5 mars : Simon Hallenbarter, biathlète suisse († octobre 2022).
- 6 mars : Miniya Chatterji, universitaire indienne.
- 7 mars : Ricardo Rosselló, neuroscientifique, professeur d'université et homme politique portoricain.
- 8 mars :
  - Tom Chaplin, chanteur britannique, membre du groupe Keane.
  - Jessica Jaymes, actrice américaine de films pornographiques et mannequin de charme († 17 septembre 2019).
  - Sonia Zitouni, lutteuse tunisienne.
- 9 mars :
  - Melina Perez, catcheuse professionnelle américaine, membre de la WWE.
  - Oscar Isaac, acteur et chanteur guatémaltèque.
- 10 mars : 
  - J. B. Bickerstaff, entraîneur américain de basket-ball.
  - Mohamed Amine Aït Zeggagh, footballeur algérien.
- 11 mars :
  - Joel Madden, chanteur du groupe Good Charlotte.
  - Benji Madden, guitariste du groupe Good Charlotte.
- 12 mars : Pete Doherty, chanteur anglais.
- 14 mars : Nicolas Anelka, footballeur français
- 15 mars : A’salfo, chanteur ivoirien.
- 17 mars : 
  - Samoa Joe, catcheur américain.
  - Stormy Daniels, actrice pornographique américaine.
- 18 mars : Adam Levine, chanteur et leader de Maroon 5.
- 19 mars : Tawny Roberts, actrice américaine.
- 20 mars : Faustine Bollaert, journaliste, animatrice de télévision et animatrice de radio française.
- 22 mars : Aaron North, guitariste de Nine Inch Nails.
- 29 mars : Estela Giménez, gymnaste rythmique espagnole.
- 30 mars : Norah Jones, chanteuse américaine.

## Décès
- 9 mars : Jean-Marie Villot, cardinal français, Secrétaire d'État (° 11 octobre 1905).
- 13 mars :
  - Gérard Loncke, coureur cycliste belge (° 15 janvier 1905).
  - Harry Max, acteur français.
- 19 mars : John Tate, acteur australien (° 5 janvier 1915).